# Stropharia aurantiaca
Stropharia aurantiaca és una espècie de bolet agarical de la família de les estrofariàcies (Strophariaceae)  és d'un color vermell brillant amb tons taronja i l'esporada de color púrpura fosc-marró. Generalment creix en forma gregària i és un dels bolets més comuns i més distintiu que es troben en aquest hàbitat. Es coneix també com Leratiomyces ceres, Hypholoma aurantiaca, Naematoloma aurantiaca, i altres sinònims. És comú a Amèrica del Nord, Europa, Austràlia, Nova Zelanda i altres països.

## Descripció
- Píleu: de 2 a 6 cm de diàmetre, amb la carn fina i d'un color vermell brillant a vermell maó de la part superior. Té restes del vel parcial quan és jove. La superfície del barret és generalment seca, però pot ser lleugerament viscosa quan està humida.
- làmina: de jove és de color blanc a gris pàl·lid, derivant cap a gris porpra fosc amb vores blanquinoses. S'adjunta amb altres i sovint es presenta amb osques.
- Espores: Porpra fosc / marró. 10-13,5 x 6-8,5 m. De forma el·líptica i suau.
- Estípit: Blanquinós, sovint amb taques de color taronja fosc (més evident voltant de la base), 4-8 cm de llarg, 0,5-1 cm d'ample, equivalent a una mica més gros a la base, que sovint té un miceli groguenc pàl·lid adjunt. El vel és prim i té un anell fràgil, de vegades desapareix amb l'edat. La tija és llisa per sobre de l'anell i té escates diminutes, que poden desaparèixer amb la pluja.
- De gust i olor lleugera, es tracta d'un bolet verinós.

## Galeria

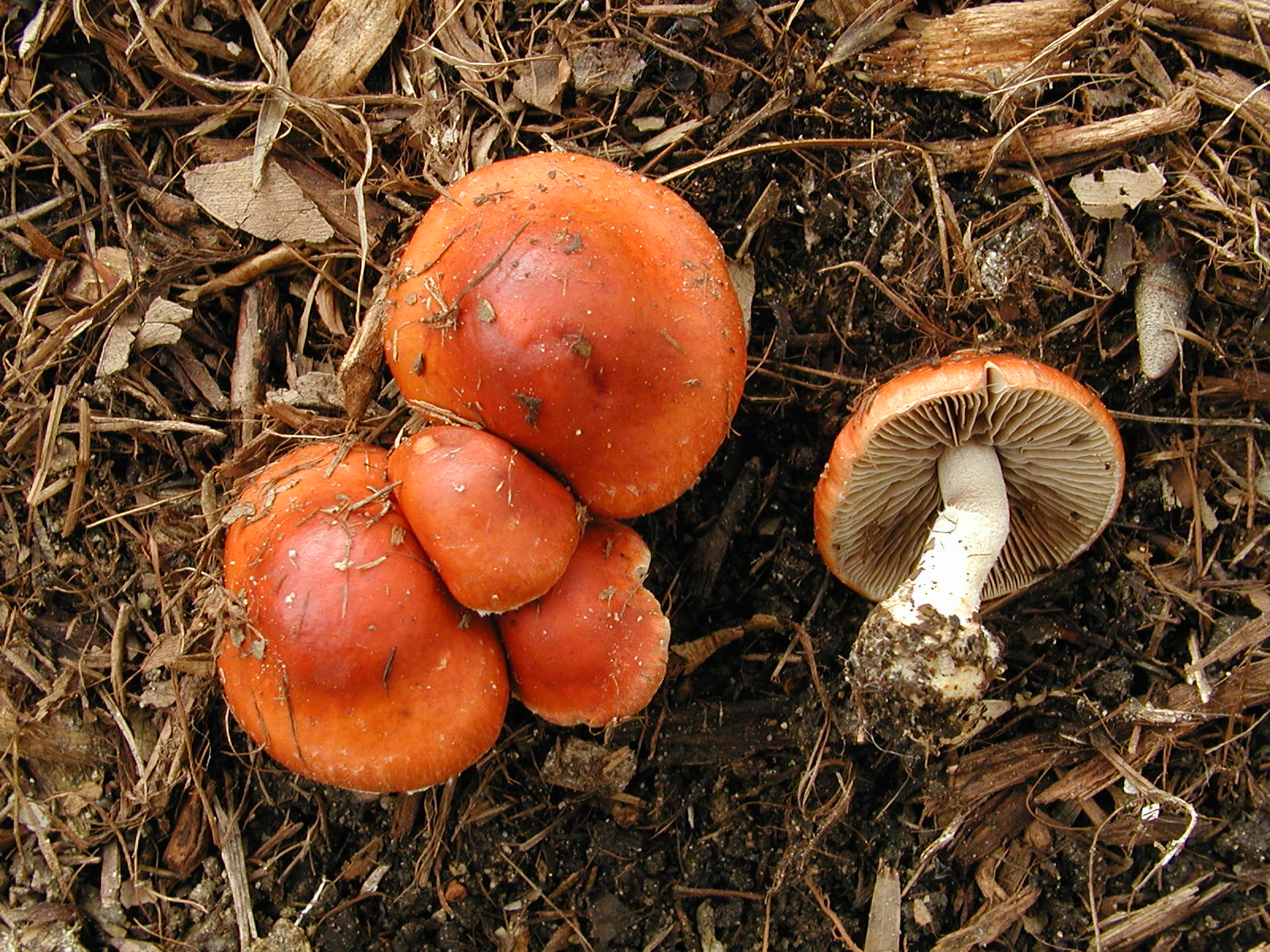
Stropharia aurantiaca
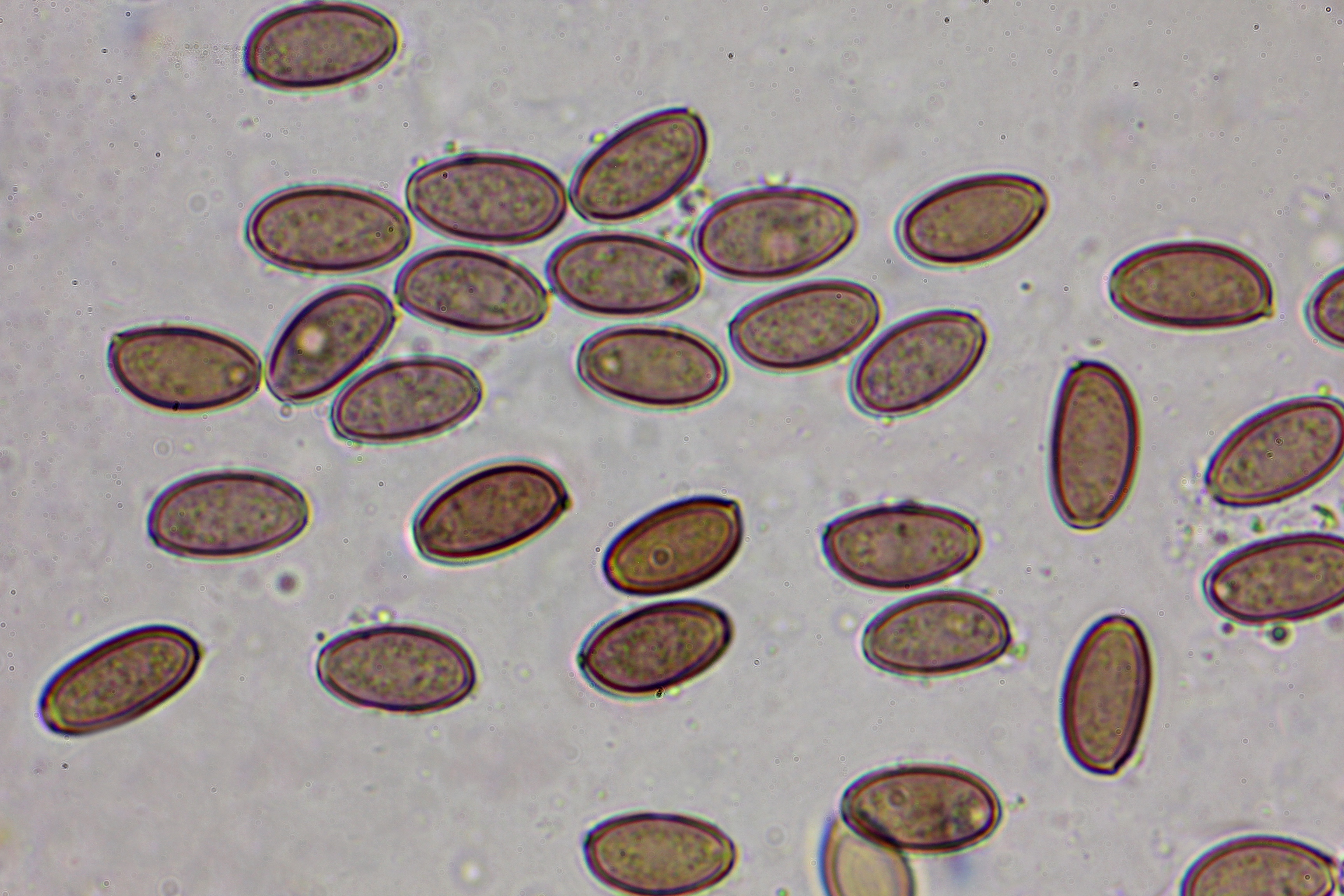
Espores augmentades 1000x